# Lũ lụt Hyderabad 2020
Vào ngày 14 tháng 10 năm 2020, mưa lớn do Áp thấp sâu BOB 02 đã gây ra lũ quét ở nhiều khu vực của Hyderabad, cướp đi sinh mạng của ít nhất 81 người. Vào ngày 18 tháng 10 năm 2020, một cơn bão khác đã gây ra lũ lụt lớn hơn ở Hyderabad, giết chết thêm hai người.

## Tổng hợp khí tượng
Vào ngày 11 tháng 10, một vùng áp thấp tập trung thành áp thấp trên vùng Tây-Trung Vịnh Bengal. Vùng áp thấp tiếp tục mạnh lên thành một áp thấp sâu vào ngày 12 tháng 10 khi di chuyển chậm về phía tây tây bắc. Sau đó, BOB 02 đổ bộ vào Andhra Pradesh gần Kakinada vào những giờ đầu ngày 13 tháng 10 và suy yếu trở lại thành một áp thấp. Hệ thống này đã suy yếu thành một vùng áp suất thấp được đánh dấu mạnh trên trung tâm nam Maharashtra vào tối ngày 14 tháng 10. Mặc dù hoàn lưu cấp thấp của hệ thống bị lộ một phần do sức cắt gió lớn và tương tác đất liền liên tục, JTWC đã ban hành lại thông báo về một xoáy thuận nhiệt đới vào ngày 15 tháng 10. IMD cũng dự báo BOB 02 sẽ tăng cường trở lại ở Biển Ả Rập. Vùng áp thấp mạnh lên thành áp thấp ARB 03 vào đầu giờ sáng ngày 17 tháng 10. Áp thấp nhiệt đới kéo dài đợt gió mùa Tây Nam gần một tuần.

## Tác động

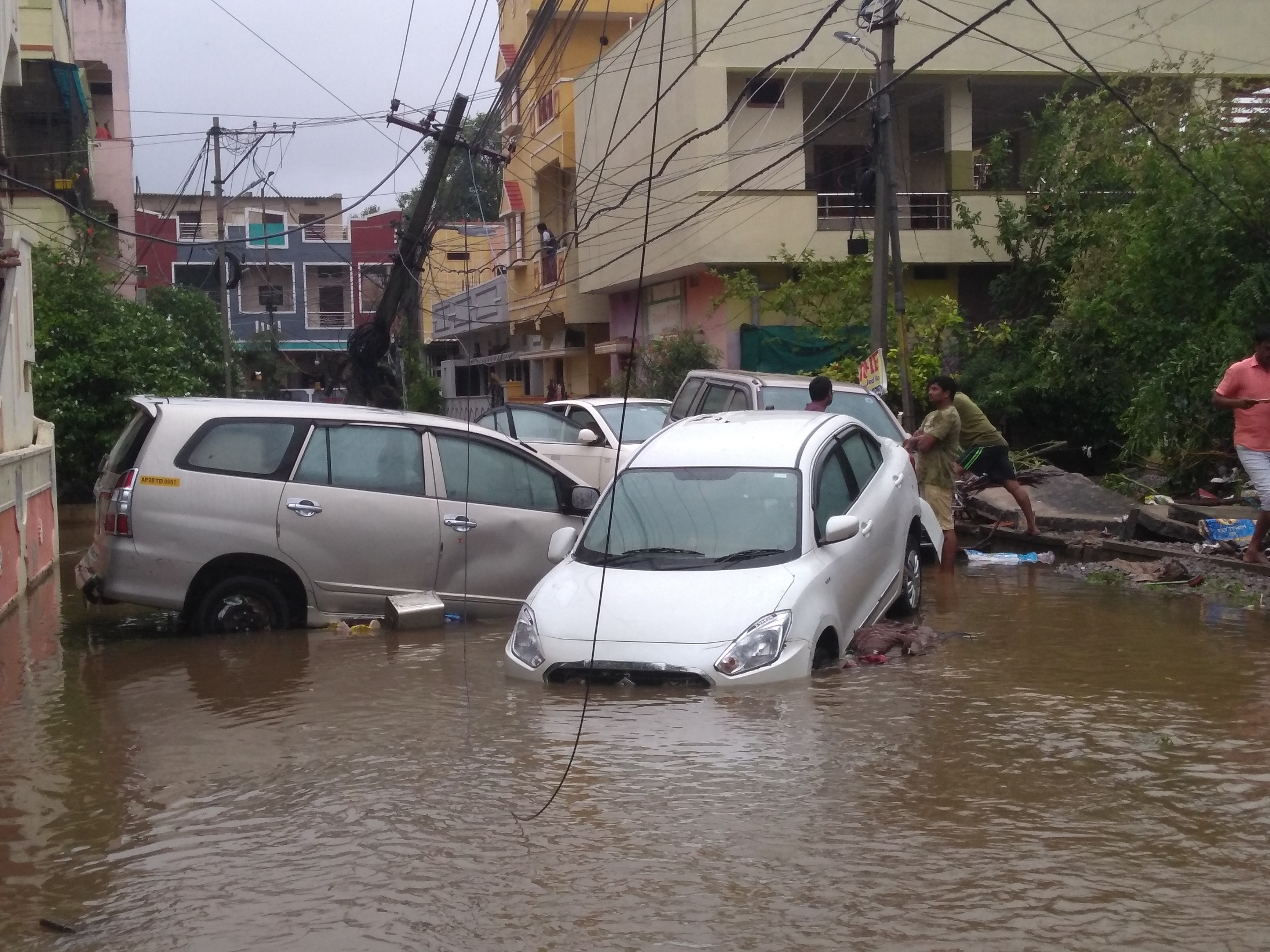
Ngập đường nhấn chìm ô tô ở Hyderabad, Ấn Độ

Lũ lụt của vùng Himayat Sagar được nâng lên khi nước đạt đến mức đầy hồ chứa, và sông Musi chảy tối đa, gây ngập lụt một số địa phương và chảy qua hai cây cầu đường cao. Do BOB 02, Puducherry, Andhra Pradesh, Telangana, Kerala, Maharashtra và ven biển Karnataka đã trải qua trận mưa lớn vào ngày 12 và 13 tháng 10 với thành phố thủ đô, trong đó Hyderabad trải qua 32 cm mưa xối xả phá kỷ lục tạo ra lũ quét trên thành phố vào ngày 13 Tháng Mười. 2 người chết ở Vijayawada, và 50 người chết ở các vùng khác nhau của Telangana, trong đó có 19 người ở Hyderabad. Ngoài ra, 27 người chết ở Maharashtra. Mất mùa nghiêm trọng ở bắc Karnataka, Andhra Pradesh và Telangana đã xảy ra do hệ thống này. Bộ trưởng Telangana ước tính thiệt hại trị giá 5.000 cro (681 triệu USD). Vào ngày 18 tháng 10, một trận lốc xoáy thứ hai đã giết chết thêm hai người ở Hyderabad. Hơn 37.000 gia đình bị ảnh hưởng bởi trận lũ thứ hai. Lượng mưa đạt trên 110 milimét (4,3 in) ở các vùng của Hyderabad, với lượng mưa lớn hơn bên ngoài thành phố.

## Phản ứng của Chính phủ
360 nhân viên của Lực lượng Ứng phó Thảm họa Quốc gia, cũng như lực lượng Quân đội Ấn Độ đã được triển khai. Chính phủ Telangana yêu cầu chính phủ liên bang cứu trợ cho Hyderabad và các khu vực lân cận. Bộ trưởng K. Chandrashekhar Rao đã viết một lá thư cho Thủ tướng Narendra Modi yêu cầu giải phóng ngay lập tức 1.350 ₹, trong đó 600 crore cho nông dân và 750 cro cho các công trình cứu trợ và phục hồi trong khu vực Greater Hyderabad Municipal Corporation. Vào ngày 14 tháng 10, Chính phủ Telangana đã tuyên bố một kỳ nghỉ hai ngày cho tất cả những người lao động không cần thiết do lũ lụt, và kêu gọi mọi người ở nhà. Do có thể xảy ra lũ lụt dai dẳng, hơn 2.100 gia đình đã phải sơ tán gần Gurram Cheruvu. Hơn 150.000 gói bữa ăn đã được phân phát cho các khu vực bị ảnh hưởng bởi lũ lụt. Hơn nữa, 60 đội với hai xe mỗi đội rải bột tẩy trắng và natri hypoclorit trong các hầm và khu vực trống để chứa các bệnh lây truyền qua đường nước và véc tơ.